# ペリレン
ペリレン (perylene) は化学式 C20H12 で表される有機化合物で、褐色の固体である。多環芳香族炭化水素の一種で、CAS登録番号は [198-55-0] である。ペリレンの誘導体は発癌性があると考えられており、危険性の高い汚染物質である。紫外線をあてることにより蛍光を発する。

## 構造
ペリレンは2つのナフタレン環がそれぞれ1位と8位でつながれた構造を持つ。ナフタレン環どうしをつなぐ炭素−炭素結合は共鳴構造の伸張にはほとんど寄与していない。これは、ナフタレン環の芳香族性を保ったままその結合が二重結合となるような共鳴限界式を描くことができないこと、また、X線結晶構造解析の結果によると、その炭素−炭素結合長が約1.50Åであり、平均的な単結合の値 (~1.5Å) に近いことから裏付けられる。

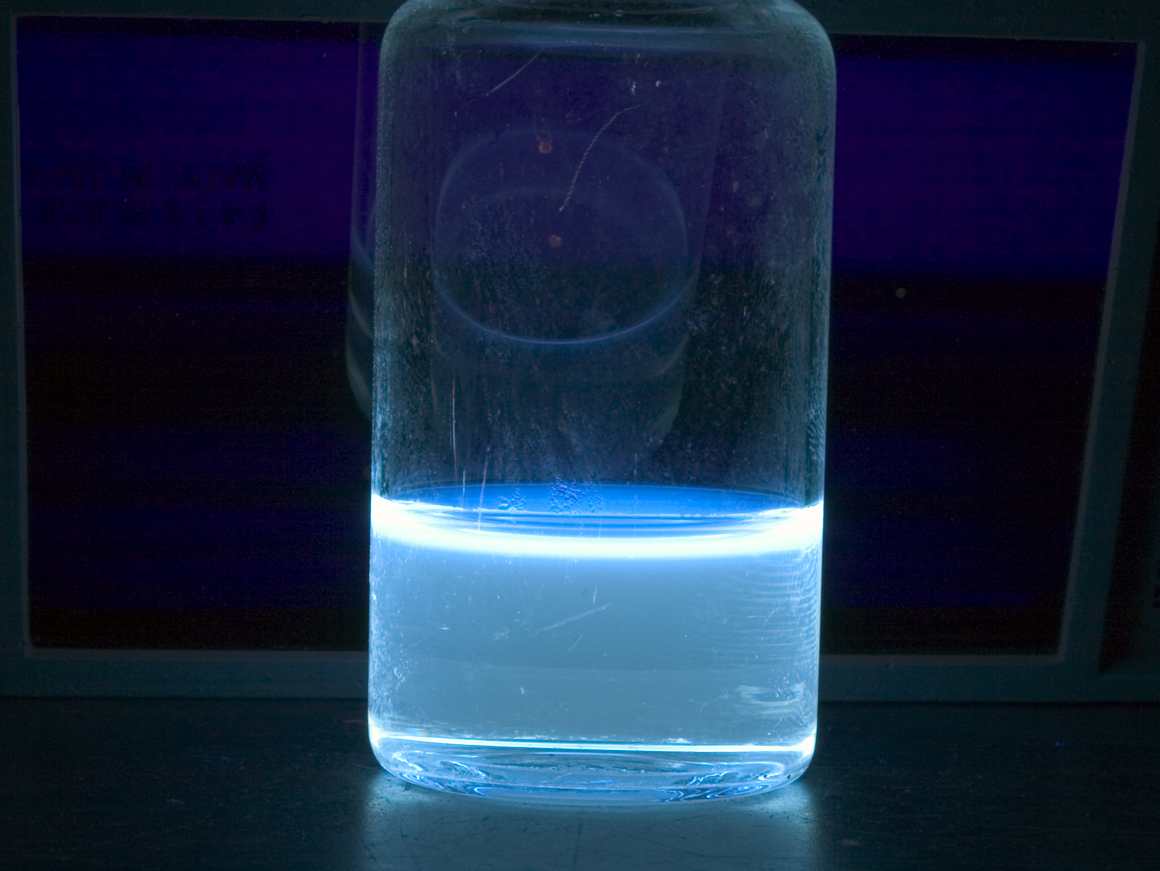
ジクロロメタン中に溶解したペリレン溶液に長波紫外線を照射
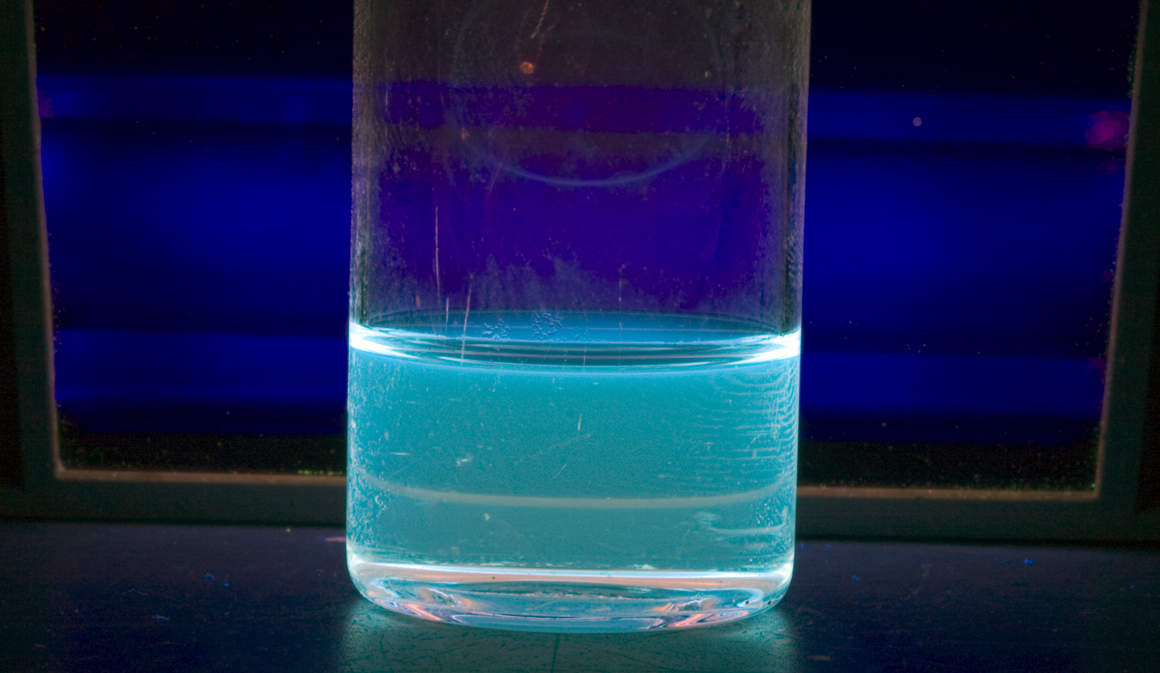
ジクロロメタン中に溶解したペリレン溶液に短波紫外線を照射